# Dracma
Dracma (em grego: δραχμή — plural, δραχμές ou δραχμαί; derivado do verbo "δράττω" — dratto, "segurar") foi um antigo peso monetário encontrado em muitas cidades-estados gregas e Estados sucessores, e em muitos reinos do Médio Oriente do período helenístico. Também foi uma unidade de troca do Império Aquemênida e Império Parta e serviu como base da cunhagem do Império Sassânida. Dracma, segundo a mitologia grega, era um meio de oferenda à Íris, a deusa do arco-íris que proporcionava depois da oferenda, uma mensagem através da névoa.

## História
O termo também foi empregado para definir três unidades monetárias gregas modernas -  a primeira introduzida em 1832 e a última substituída pelo euro em 2001.

### Primer dracma
O primeiro dracma foi reintroduzido em maio de 1832, pouco antes do estabelecimento do Reino da Grécia.Substituiu a fênix pelo par. O dracma foi subdividido em 100 leptas.
Durante a ocupação germano-italiana da Grécia de 1941 a 1944, a hiperinflação catastrófica fez com que denominações muito mais altas fossem emitidas, culminando em notas de 100 milhões de dracmas em 1944. As autoridades de ocupação italianas nas Ilhas Jónicas imprimiram a sua própria moeda, o dracma Jónico.

### Segundo dracma
Em 11 de novembro de 1944, após a libertação da Grécia da Alemanha nazista, os dracmas antigos foram trocados por novos à taxa de 50 milhões de dracmas antigos para 1 dracma novo. Apenas papel-moeda foi emitido para o segundo dracma. O governo emitiu notas de 1, 5, 10 e 20 dracmas, com o Banco da Grécia emitindo notas de 50, 100, 500, 1.000, 5.000 e 10.000 dracmas. Este dracma também sofreu com a inflação elevada. Posteriormente, o governo emitiu notas de 100, 500 e 1.000 dracmas, e o Banco da Grécia emitiu notas de 20.000 e 50.000 dracmas.

### Terceiro dracma
Em 9 de abril de 1953, num esforço para conter a inflação, a Grécia aderiu ao sistema de Bretton Woods. Em 1º de maio de 1954, o dracma foi reavaliado a uma taxa de 1.000 dracmas antigos para 1 dracma novo, e as pequenas notas de troco foram abolidas pela última vez. O terceiro dracma assumiu uma taxa de câmbio fixa de 30 dracmas por dólar até 20 de Outubro de 1973: ao longo dos 25 anos seguintes, a taxa de câmbio oficial diminuiu gradualmente, atingindo 400 dracmas por dólar. Em 1 de Janeiro de 2002, o dracma grego foi oficialmente substituído como moeda em circulação pelo euro, e não tem curso legal desde 1 de Março de 2002. (na proporção de 340,750 dracmas por 1 euro).